# Manuel Moschopoulos

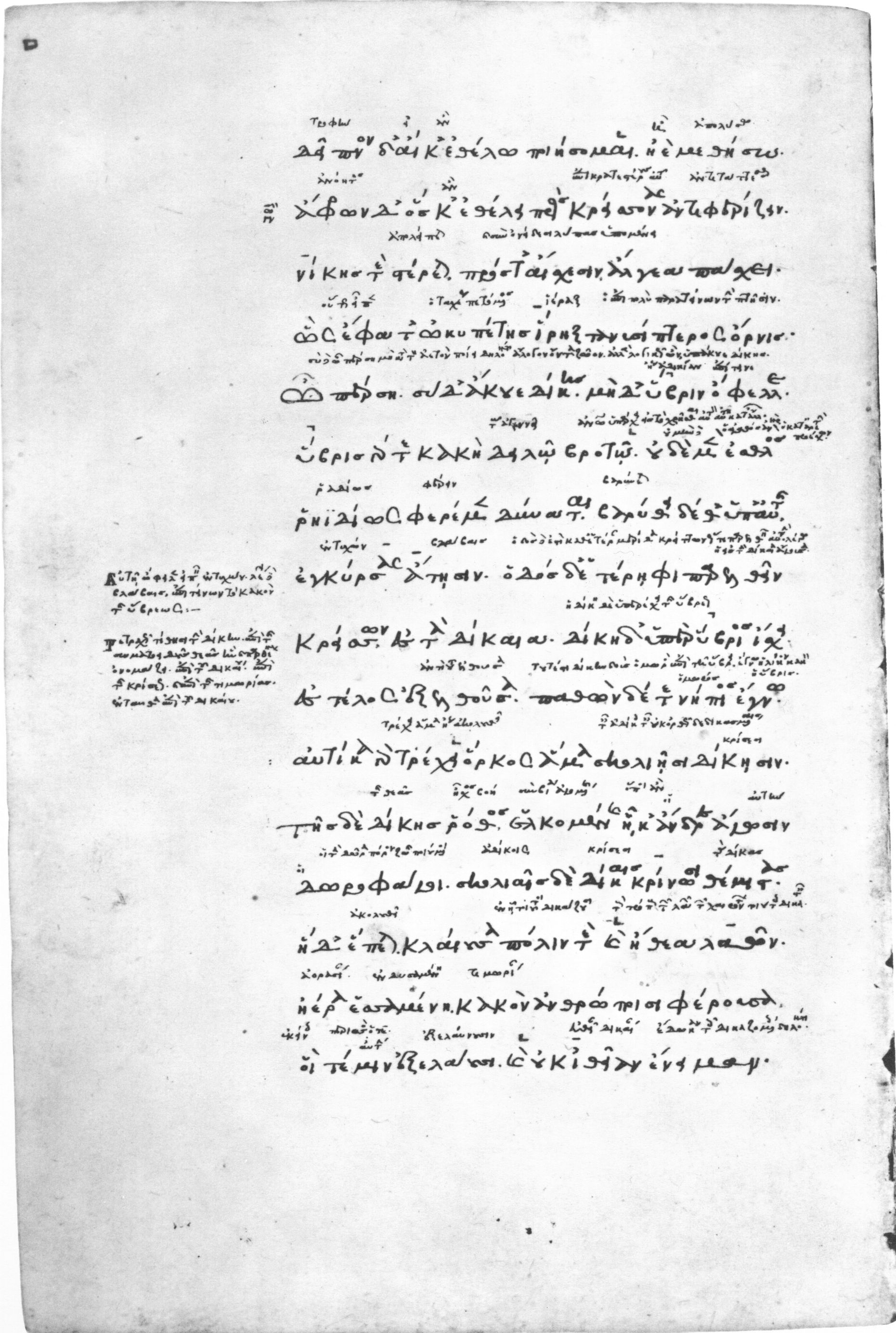
Scholies marginales de Manuel Moschopulos pour Les Travaux et les Jours d’Hésiode (manuscrit de Venise, Biblioteca Marciana, Gr. 464, fol. 26v).

Manuel Moschopoulos (nom latin de Mανουὴλ Μοσχόπουλος) est un philologue et grammairien byzantin, né probablement entre 1265 et 1275 et dont la dernière date connue est 1316. Il fut une figure importante de la culture byzantine sous la dynastie des Paléologues.

## Biographie
Il était le neveu de Nicéphore Moschopoulos, métropolite titulaire de la Crète (à l'époque sous domination vénitienne), humaniste et grand collectionneur de livres. Il fut un disciple de Maxime Planude et possiblement son successeur à la tête de l'école que celui-ci dirigeait. Il enseigna pendant toute sa vie. Vers 1305, il eut des ennuis de nature apparemment politique qui le conduisirent pour un temps en prison.
Son œuvre principale est Erotemata grammaticalia (Ἐρωτήματα Γραμματικά), traité de grammaire sous la forme de questions et réponses, augmenté d'un lexique de mots grecs attiques. 
Il est aussi l'auteur de :
- scholies sur le premier et le deuxième livre de l'Iliade, sur Hésiode, Théocrite, Pindare et autres auteurs classiques;
- d'énigmes, de lettres et d'un traité sur les carrés magiques.

Ses traités grammaticaux servirent de fondation aux travaux de promoteurs des études classiques, tels que Manuel Chrysoloras, Théodore de Gaza, Guarino Veronese et Constantin Lascaris. En tant qu'éditeur, bien qu'ayant publié de fausses conjectures, il a éliminé plusieurs erreurs de longue date dans les textes traditionnels. Ses commentaires originaux sont surtout d'ordre lexicographique.